# GLOBAL AGENDA
『GLOBAL AGENDA』（グローバル・アジェンダ）はNHKワールド（日本放送協会国際放送部）が制作し、NHKワールドTV、並びにNHK BS1で不定期に放送される討論会番組である。

## 概要
2015年4月より放送を開始したもので、世界的な課題・問題点を毎回1つ取り上げ、それについて日本国内外の有識者・専門家をゲストに迎えて長時間討論を行っている。
日本向けのBS1では、原版の英語に加え、二か国語放送の主音声で日本語に翻訳したものが随時放送されている。